# Kolasjön (Åsenhöga socken, Småland)
Kolasjön är en sjö i Gislaveds kommun och Gnosjö kommun i Småland och ingår i Lagans huvudavrinningsområde. Sjön är 17,3 meter djup, har en yta på 0,249 kvadratkilometer och är belägen 265,4 meter över havet. Sjön avvattnas av vattendraget Älgabäcken. Vid provfiske har abborre, gädda och mört fångats i sjön.

## Delavrinningsområde
Kolasjön ingår i det delavrinningsområde (637095-138727) som SMHI kallar för Mynnar i Västerån. Medelhöjden är 278 meter över havet och ytan är 24,51 kvadratkilometer. Det finns inga delavrinningsområden uppströms utan avrinningsområdet är högsta punkten. Älgabäcken som avvattnar avrinningsområdet har biflödesordning 4, vilket innebär att vattnet flödar genom totalt 4 vattendrag innan det når havet efter 216 kilometer. Delavrinningsområdet består mestadels av skog (81 procent). Avrinningsområdet har 1,41 kvadratkilometer vattenytor vilket ger det en sjöprocent på 5,7 procent.